# Monster High: Der Film
Monster High: Der Film (Monster High: The Movie) ist ein US-amerikanischer Musical-Fernsehfilm von Todd Holland aus dem Jahr 2022. Er basiert auf dem Monster-High-Modepuppen-Franchise von Mattel und bildet die erste Realverfilmung. Der Film wurde am 6. Oktober 2022 in den Vereinigten Staaten auf Nickelodeon und Paramount+ veröffentlicht. Die deutsche Veröffentlichung erfolgte am 12. Dezember 2022 auf Paramount+.

## Handlung
Clawdeen Wolf, halb Mensch und halb Werwolf, erhält zu ihrem 15. Geburtstag eine Einladung an der Monster High zu studieren, die bereits ihre verstorbene Mutter besuchte. Obwohl ihr Vater Apollo zunächst zögert, willigt er ein. Er warnt sie jedoch, dass sie ihre menschliche Seite verbergen muss, da Menschen als die größte Bedrohung von Monstern gelten und nur „wahre Monsterherzen“ in der Schule erlaubt sind. An der Monster High angekommen, freundet sich Clawdeen mit Frankie Stein, einem nicht-binären Frankenmonster mit brillantem Verstand, und Draculaura, Tochter von Dracula, an. Bei ihrer ersten Begegnung mit Deuce Gorgon, der Sohn der Medusa, verliebt sie sich in ihn. Die Schulleiterin Bloodgood lädt Clawdeen ein, die Schüler am bevorstehenden Gründertag bei einem Monster High Council zu vertreten, dem sie zustimmt.
Clawdeen entdeckt, dass sie sich vorübergehend in einen Menschen verwandelt, wenn sie starke Emotionen verspürt, insbesondere in der Nähe von Deuce. Während des Unterrichts erzählt ihr Professor Mr. Komos die Geschichte von Edward „Eddy“ Hyde, einem ehemaligen Schüler und Halbmonster, der von der Schule verstoßen wurde, als seine menschliche Seite entdeckt wurde. Komos sagt, dass Hyde eine Formel entwickelt hat, um sich in ein vollblütiges Monster zu verwandeln, es aber nie testen konnte, weil er getötet wurde. Clawdeen beschließt, die Formel zu finden und zu nutzen. Clawdeens Geheimnis wird von Frankie entdeckt. Anstatt sie zu meiden, hilft sie ihr, auf dem Schulfriedhof nach Hydes Labor zu suchen. Dort entdecken die beiden Draculaura, die Hexerei praktiziert. Sie versprechen nichts zu sagen, wenn Draculaura bei der Suche hilft. Die Gruppe findet das Labor, aber es ist verschlossen und kann nur mit einer bestimmten Hand geöffnet werden.
Draculaura findet einen Zauber, der das Labor öffnen könnte. Dazu benötigen sie einige Zutaten, unter anderem auch Schlangengift. Clawdeen will dies aus Deuces Haaren gewinnen. Die beiden entwickeln Gefühle für einander, nachdem sie das Vertrauen des anderen gewonnen haben. Später vervollständigen Clawdeen, Frankie und Draculaura den Zauber, können das Labor jedoch nicht aufschließen und werden von Bloodgood, Komos und Cleo erwischt, Cleo, die Ex-Freundin von Deuce, hat die drei an die Schulleiterin verraten und erzählt ihr auch von Draculauras Hexerei, was ebenfalls an der Monster High verboten ist. Als die Schule zu beben beginnt, erkennt Bloodgood, dass sich irgendwo unter ihnen ein „unwahres Monsterherz“ befindet. Clawdeen ist überzeugt, dass sie dieses „unwahres Monsterherz“ ist. Um ihre Freunde und die Schule zu schützen, verlässt sie die Monster High. Draculaura und Frankie finden sie und überzeugen sie zurückzukehren.
Am Gründertag entdeckt die Gruppe, dass Clawdeens verwandelte menschliche Hand Hydes Labor öffnen kann. Hinter einer versteckten Tür finden sie Hydes Formel. Clawdeen will diese trinken, zögert jedoch und frägt sich, ob sie ihre „andere Hälfte“ aufgeben will. Plötzlich taucht Mr. Komos auf und enthüllt, dass er auch ein halber Mensch ist. Er überredet Clawdeen ihm die Formel zu geben. Sie übergibt ihm diese, welche Komos stattdessen trinkt. Er offenbart, dass er selbst Hydes Sohn ist und versucht, den Tod seines Vaters zu rächen, indem er die Monster High zerstören will. Komos verwandelt sich in ein vollblütiges Monster mit der Fähigkeit, die Kräfte eines Monsters zu absorbieren, wobei er zuerst Draculauras Kräfte nimmt. Nachdem sie Komos im Labor eingesperrt haben, rufen Clawdeen, Frankie und Draculaura Cleo um Hilfe, die mit Lagoona, Deuce, Ghoulia und Heath ankommt. Komos entkommt und stiehlt als nächstes Deuces Kräfte und verwandelt Deuce in Stein. Clawdeen verwandelt sich mit gebrochenem Herzen in einen vollwertigen Menschen, sehr zum Schock der Teenager. Clawdeen benutzt Cleos Telefon, um Mr. Komos dazu zu bringen, sein eigenes Spiegelbild zu betrachten und versteinert. Dadurch erhalten Draculaura und Deuces ihre Kräfte zurück. Bloodgood, Dracula und der Monster High Council treffen rechtzeitig ein, um sowohl Komos' Absichten als auch Clawdeens Geheimnis aufzudecken.
Am nächsten Tag kommt Apollo, um Clawdeen abzuholen, damit sie in die Menschenwelt zurückkehren können. Zu ihrer Überraschung enthüllt Schulleiterin Bloodgood, dass sie Clawdeen nicht wegen ihres „wahren Monsterherzens“ vertreibt. Dracula erklärt, dass die Satzung der Schule neu geschrieben wird, um anzuerkennen, dass nicht alle Menschen schlecht sind. Die Monster heißen Clawdeen als ihre erste offizielle Schülerin mit menschlichem Blut willkommen.
An einem unbekannten Ort beobachtet eine mysteriöse Hexe die Ereignisse durch eine Kristallkugel und plant, die Vampire loszuwerden. Sie beauftragt ihre Handlanger Draculaura zu ihr zu bringen.

## Produktion
Bereits 2010 wurde von Universal Pictures eine Verfilmung des Monster-High-Franchise angekündigt. Der Film sollte von Ari Sandel umgesetzt werden und im Oktober 2016 veröffentlicht werden. Das Projekt wurde jedoch später auf Eis gelegt.
Im Februar 2021 gab Mattel während ihrer Neuausrichtung des Monster High-Franchise eine neue Fernsehserie sowie eine Realverfilmung bekannt. Im November 2021 wurden die Hauptrollen besetzt. Miia Harris übernahm die Hauptrolle der Clawdeen Wolf, während ihre Freundinnen Frankie Stein und Draculaura von Ceci Balagot und Nayah Damasen übernommen wurden.
Gedreht wurde zwischen dem 8. November und dem 17. Dezember 2021 in den The Crossing Studios in Burnaby, British Columbia, Kanada. Einige Szenen entstanden auch in der Vancouver Art Gallery.

## Synchronisation
Die deutschsprachige Synchronisation entstand unter der Dialogregie von Tanja Schmitz durch die Synchronfirma EuroSync in Berlin.
| Rolle                   | Darsteller          | Synchronsprecher     |
| ----------------------- | ------------------- | -------------------- |
| Clawdeen Wolf           | Miia Harris         | Özge Kayalar         |
| Frankie Stein           | Ceci Balagot        | Helen Malin Blaschke |
| Draculaura              | Nayah Damasen       | Samina König         |
| Deuce Gorgon            | Case Walker         | Nicolas Rathod       |
| Cleo de Nile            | Jy Prishkulnik      | Moira May            |
| Mr. Komos               | Kyle Selig          | Tim Schwarzmaier     |
| Apollo Wolf             | Scotch Ellis Loring | Uwe Büschken         |
| Ghoulia Yelps           | Lilah Fitzgerald    | Yamuna Kemmerling    |
| Heath Burns             | Justin Derickson    | Lasse Dreyer         |
| Lagoona Blue            | Lina Lecompte       | Julia Bautz          |
| Schulleiterin Bloodgood | Marci T. House      | Daniela Hoffmann     |

## Soundtrack
Der Soundtrack zum Film wurde am 6. Oktober 2023 in den Vereinigten Staaten und in Deutschland veröffentlicht und beinhaltet folgende Songs:
1. Coming Out of The Dark – Miia Harris, Nayah Damasen, Ceci Balagot, Case Walker und Cast of Monster High
2. We Are Monster High – The Good Newz Girls
3. Three of Us – Miia Harris, Nayah Damasen & Ceci Balagot
4. True Monster Heart – Kyle Selig & Cast of Monster High
5. Here I Am – The Good Newz Girls
6. Trust – Miia Harris & Case Walker
7. Spark – The Good Newz Girls
8. Coming Out of The Dark (Reprise) – Miia Harris
9. No Apologies – Miia Harris, Nayah Damasen, Ceci Balagot, Case Walker und Cast of Monster High
10. Triple Up – Miia Harris, Nayah Damasen & Ceci Balagot
11. This Is Who I Am – Josh Varnadore

## Fortsetzungen
Im Oktober 2022 wurde eine Fortsetzung angekündigt. Die Produktion des Filmes begann am 7. Februar 2023 in Vancouver. Die Ausstrahlung ist für Herbst 2023 auf Nickelodeon und Paramount+ geplant.